# Dice (Band)
Dice (Eigenstilisierung DICE) ist eine deutsche Progressive-Rock-Band, die 1974 in Gütersloh gegründet wurde und 1977 nach Frankfurt am Main umzog. 1992 reaktivierte Komponist, Sänger und Bandleader Christian Nóvé die Band in Leipzig. Seit 1995 bis heute veröffentlichte Dice jedes Jahr eine neue CD.

## Geschichte
Dice besteht in der Urbesetzung schon seit 1974 und wurde von Christian Nóvé (Gitarre, Gesang), Andreas Schattschneider (Gitarre), Gerd Brummel (Perkussion) und Norbert Schultze (Effekte) gegründet. 1979 erschien die erste LP mit Musikern wie Alto Pappert (ex-Kraan) und George Kochbeck. 1983 folgte das Album Live-Dice, welches auch als Picture Disc erschien.
Seit 1997 brachte die Band jedes Jahr ein Album heraus. Nach eigenen Angaben ist die Musik von Bands wie Pink Floyd, Hawkwind, Eloy, IQ, aber auch Marillion oder The Flower Kings beeinflusst.
Den größten Erfolg feierte Dice vor etwa 3000 Fans beim Münchner Theatron MusikSommer Open-Air-Festival. Die Live-Aufnahmen zu diesem Konzert wurden sowohl auf CD als auch DVD veröffentlicht.
2014 feierte die Band drei Jubiläen. Dice wurde 40 Jahre zuvor gegründet. Zuerst spielte man ganz ohne Bassisten, aber kurz darauf kamen ein Saxofonist und dann auch noch ein zweiter Schlagzeuger hinzu (bei einem Auftritt in Gütersloh 1975 wurde versuchsweise auch einmal ein bekannter Bassist von einer anderen Band ausgeliehen). Des Weiteren war die CD Twentaurus ihr zwanzigstes Album. Das dritte Jubiläum war, das Gitarrist Peter Viertel auf seinem 10. Dice-Studio-Album zu hören ist. 2015 erschien das 21. Album Son.Sister.Sun. Das Cover entstand aus vier Bildern, die 1978 von Freunden Nóvés auf einer Party gemalt wurden.
2017 erschien das 23. Dice-Album Chance For The Link Of A Chain. Am Beispiel des Kettengliedes behandelt Dice hier die Wichtigkeit des Zusammenhaltes eines jeden einzelnen Menschen, um die Welt im Gleichgewicht zu halten.
2018 erschien das 24. Dice-Album What, If My Black Cat Is An Alien.
2021 veröffentlichte Dice bereits ihre 27. Longtrack-CD – ein Konzeptalbum unter dem Namen The Madhouse In Paradise auf dem sie sich mit ihrem amerikanischen Texter Dennis Lee Small Gedanken über die momentane Situation in unserer Welt gemacht haben: „nicht nur auf der Erde herrscht Chaos – auch im Paradies sind sie verrückt geworden“.
2023 brachte die Leipziger Prog-Rock-Band ihre 29. CD heraus – es ist gleichzeitig ihr 25. Studio-Album, da sie auch schon 4 Live-Alben veröffentlicht haben.
Chronicles Of The Last Self Thinkers ist der Abschluss der aktuellen Trilogie.
(The Madhouse In Paradise
+ The Space In Free Isolation
+ Chronicles Of The Last Self Thinkers).
Zu dem Jubiläum erschienen mehrere Radio- und Presse-Interviews.
2024 ist das größte Jubiläum: vor 50 Jahren wurde die Band DICE gegründet.
In 2025 gab es bei DICE Band-Umbesetzung. 20 Jahre ohne veränderung: aber nun gab es die Notwendigkeit eines Wechsels. Das neue DICE-Mitglied ist der Leipziger Star-Gitarrist: Yannick Franke.

## Diskografie

### Studioalben
- 1979: 1979-1993 (Vinyl, Wiederveröffentlichung auf CD im Jahr 1993)
- 1997: Nightmare
- 1999: Silvermoon
- 2000: Dreamland
- 2001: 2001 – Dice In Space
- 2002: Waterworld
- 2004: If The Beatles Were From Another Galaxy
- 2005: Time – In Eleven Pictures
- 2006: Without vs. Within Pt. 1
- 2007: Within vs. Without Next Part
- 2009: Versus Without Versus - End Part
- 2010: Eternity's Ocean
- 2011: Newborn
- 2012: Comet Highway
- 2013: Para-Dice
- 2014: Twentaurus
- 2015: Son.Sister.Sun
- 2016: X Is Double-Two On The DICE-Map
- 2017: Chance For The Link Of A Chain
- 2018: What, If My Black Cat Is An Alien?
- 2019: Yes-2-5-Roger-Roger
- 2020: Crazy Little Dreams and Maps for Ramona
- 2021: The Madhouse in Paradise
- 2022: The Space In Free Isolation
- 2023: Chronicles Of The Last Self Thinkers
- 2024: Landing In Area 3.0
- 2025: Awen Energy From Outer Space

### Live-Alben
- 1983: Live 1983 (Vinyl, Wiederveröffentlichung auf CD im Jahr 2000)
- 1998: Space Rock live (CD)
- 2003: Cosmic-Prog Live At The Theatron - Munich Olympiapark-Festival (CD)
- 2008: The Torgau Show (CD)
- 2020: Live. The Torgau-Show 2 (Download)

### DVDs
- 2003: Cosmic-Prog In Concert (Live-Mitschnitt)
- 2008: A Long Cosmic Trip (Video-Clips)

### Download-Singles
- 2020: I Lost My Heart In Frankfurt (Radio-Edit)

+ Funk And Punk (Radio-Edit)
- 2020: Goodbye (Radio-Edit)

+ Nightmare - New Drum Version (previous unreleased version)
- 2020: Mother Of Time (Radio-Edit)

+ Silvermoon (Radio-Edit)
- 2020: Here Inside The Universe (Radio-Edit)

+ Black Dreams (Radio-Edit)
- 2020: S.O.S. Planet Earth Cries (Radio-Edit)

+ The Coming Day (Radio-Edit)
- 2020: VIRUS (Radio-Edit)

+ Welcome To The Future (Radio-Edit)
- 2020: Cloud Freedom (Radio-Edit)

+ Time Machine (Radio-Edit)
- 2020: The Same Shadows (Radio-Edit)

+ In This Life (Radio-Edit)
- 2020: Secret Sun (Radio-Edit)

+ When Darkness Comes (Radio-Edit)
+ Secret Sun Instrumental (Previous Unreleased Version)
- 2020: Venus And Mars (Radio-Edit)

+ Secret Harmony (Radio-Edit)
- 2020: Tomorrows World (Radio-Edit)

+ Crying Angel (Radio-Edit)
- 2020: Meltdown (Radio-Edit)

+ Sitting At The Edge Of Time Tonight (Radio-Edit)
- 2020: The World Is Changing (Radio-Edit)

+ Another Place In Space (Radio-Edit)
- 2021: About Tomorrow (Radio-Edit)

+ Every Open Window (Radio-Edit)
- 2021: Planet Paradise (Radio-Edit)

+ Cosmic Sensation (Radio-Edit)
- 2022: The One and Only (Radio-Edit)

+ I See The Lights (Radio-Edit)
- 2023: All Things Remain The Same (Radio-Edit)

+ The Enlarging Universe (Radio-Edit)
- 2023: To Cross The Line (Radio-Edit)

+ Madness In Blue (Radio-Edit)
- 2024: Cybersky (Radio-Edit)

+ Living Day To Day (Radio-Edit)